# Laos na Letnich Igrzyskach Olimpijskich 2016
Laos na Letnich Igrzyskach Olimpijskich 2016, które odbyły się w Rio de Janeiro, reprezentowało 6 zawodników – 4 mężczyzn i 2 kobiety.
Był to dziewiąty start reprezentacji Laosu na letnich igrzyskach olimpijskich.

## Reprezentanci

### Judo
Mężczyźni
| Zawodnik             | Konkurencja | 1/32             | 1/16             | 1/8              | Ćwierćfinał      | Półfinał         | Repasaż          | Finał/BM | Finał/BM |
| Zawodnik             | Konkurencja | Przeciwnik Wynik | Przeciwnik Wynik | Przeciwnik Wynik | Przeciwnik Wynik | Przeciwnik Wynik | Przeciwnik Wynik | Miejsce  |          |
| -------------------- | ----------- | ---------------- | ---------------- | ---------------- | ---------------- | ---------------- | ---------------- | -------- | -------- |
| Soukphaxay Sithisane | - 60 kg     | Tsai P 000–111   | NQ               | NQ               | NQ               | NQ               | NQ               | NQ       |          |

### Kolarstwo

#### Kolarstwo szosowe
Mężczyźni
| Zawodnik          | Konkurencja                | Czas | Miejsce |
| ----------------- | -------------------------- | ---- | ------- |
| Ariya Phounsavath | wyścig ze startu wspólnego | DNF  | DNF     |

### Lekkoatletyka
Mężczyźni
| Zawodnik       | Konkurencja        | Eliminacje | Eliminacje    | Półfinał | Półfinał | Finał   | Finał |
| Zawodnik       | Konkurencja        | Wynik      | Miejsce!Wynik | Miejsce  | Wynik    | Miejsce |       |
| -------------- | ------------------ | ---------- | ------------- | -------- | -------- | ------- | ----- |
| Xaysa Anousone | 110 m przez płotki | 14,40      | 7.            | NQ       | NQ       | NQ      | NQ    |

Kobiety
| Zawodniczka         | Konkurencja | Eliminacje | Eliminacje | Ćwierćfinał | Ćwierćfinał | Półfinał | Półfinał | Finał | Finał   |
| Zawodniczka         | Konkurencja | Wynik      | Miejsce    | Wynik       | Miejsce     | Wynik    | Miejsce  | Wynik | Miejsce |
| ------------------- | ----------- | ---------- | ---------- | ----------- | ----------- | -------- | -------- | ----- | ------- |
| Laenly Phoutthavong | 100 m       | 12,82      | 7.         | NQ          | NQ          | NQ       | NQ       | NQ    | NQ      |

### Pływanie
Mężczyźni
| Zawodnik            | Konkurencja   | Eliminacje | Eliminacje | Półfinał | Półfinał | Finał | Finał   |
| Zawodnik            | Konkurencja   | Czas       | Miejsce    | Czas     | Miejsce  | Czas  | Miejsce |
| ------------------- | ------------- | ---------- | ---------- | -------- | -------- | ----- | ------- |
| Santisouk Inthavong | 50 m dowolnym | 26,54      | 69.        | NQ       | NQ       | NQ    | NQ      |

Kobiety
| Zawodniczka          | Konkurencja   | Eliminacje | Eliminacje | Półfinał | Półfinał | Finał | Finał   |
| Zawodniczka          | Konkurencja   | Czas       | Miejsce    | Czas     | Miejsce  | Czas  | Miejsce |
| -------------------- | ------------- | ---------- | ---------- | -------- | -------- | ----- | ------- |
| Siri Arun Budcharern | 50 m dowolnym | 32,55      | 76.        | NQ       | NQ       | NQ    | NQ      |